# Tweede Kamerverkiezingen 1981/Kandidatenlijst/GPV
De kandidatenlijst voor de Tweede Kamerverkiezingen 1981 van het Gereformeerd Politiek Verbond (GPV) was als volgt:

## Landelijke kandidaten
- vet: verkozen
- schuin: voorkeurdrempel overschreden

1. Gert Schutte - 68.425 stemmen
2. Hans Blokland - 333
3. Jurn de Vries - 196
4. Jan van der Jagt - 295
5. W. Haitsma - 84
6. D. Smilde - 68
7. S.J. Sietsma - 72
8. A. Klapwijk - 37
9. Janco Cnossen - 47
10. H. Wieringa - 74
11. A. Veldman - 58
12. Martin van Haeften - 78
13. H.H. Sietsma - 31
14. Kars Veling - 76
15. Eimert van Middelkoop - 41
16. L. Feijen - 44
17. Bart Verbrugh - 109
18. Mieke Wilcke-van der Linden - 216
19. Jac. van der Kolk - 32
20. K. Dikkema - 26
21. W.J.G. Basoski - 10
22. B. Meems - 8
23. L. Hordijk - 21
24. Bert Groen - 20
25. O. van Biessum - 14

## Regionale kandidaten
De plaatsen 26 t/m 30 op de lijst waren per kieskring of stel kieskringen verschillend ingevuld.

### 's-Hertogenbosch, Tilburg, Maastricht
1. F.A.J.T. Kalberg - 0[1]
2. H. Hoksbergen - 2
3. A. Vreugdenhil - 3
4. Joh. van Harten - 0[1]
5. L. de Jong - 4[1]

### Arnhem, Nijmegen
1. A.Ph. de Vries - 5
2. J.L. van der Weij - 5
3. A.S. de Roode-Broekema - 3
4. S. Krol - 3
5. G.J. Koerselman - 8

### Rotterdam, 's-Gravenhage
1. F.A.J.T. Kalberg - 0[1]
2. D.J. Klamer - 20
3. L. de Jong - 2[1]
4. I. Houtman - 7
5. A. Leder - 9

### Leiden
1. P. Rietveld - 6[1]
2. K.J. Saurwalt - 3
3. D. Slot - 7
4. W. de Lange - 0
5. J. Knol - 9

### Dordrecht
1. H. van der Meer - 6
2. Joh. van Harten - 4[1]
3. A. Kreling - 17
4. G. Nederveen - 19
5. W. Vreeken - 9

### Amsterdam, Den Helder, Haarlem
1. P.J. Cnossen - 0[1]
2. H. van der Tol - 1
3. P. Rietveld - 8[1]
4. P. van Veelen - 4
5. J. Veenstra - 28

### Middelburg
1. H. van den Berg - 8
2. F.K. Hamelink - 5
3. F. Suurmond - 1
4. J. Kooiman - 0
5. D. Koole - 0

### Utrecht
1. M. Hendriks-Stoorvogel - 11
2. W. de Graaf - 31
3. H. Koelewijn - 22
4. M. Douma - 2
5. H. Offereins - 4

### Leeuwarden
1. P.J. Cnossen - 9[1]
2. G. Gerritsma - 6
3. H. van der Velde - 3
4. Joh. Kooistra - 3
5. G. van der Wal - 12

### Zwolle
1. G.J. te Rietstap - 11
2. H. Galenkamp - 10
3. Remmelt de Boer - 13
4. A. van Herwijnen - 9
5. G.H. de Leeuw - 21

### Groningen
1. S. de Vries - 17
2. W. Boersema - 15
3. H.P. de Roos - 13
4. S. de Vries - 16
5. W.G. Burema - 9

### Assen
1. P.A.C. Schilder - 3
2. J. Feijen - 5
3. T. Schuurman - 9
4. J. Meijering - 1
5. T. Meints - 2

PvdA · CDA · VVD · D'66 · SGP · PPR · CPN · GPV · PSP · Rechtse Volkspartij · DS'70 · RKPN · Partij van Rijksgenoten · Kleine Partij · God Met Ons · Nederlandse Evolutie Partij · Leefbaar Nederland · SP · De Vrede Partij · RPF · Realisten '81 · IKB · NVU · Centrumpartij · Partij tot Likwidatie van Nederland · Wereld Welzijns Bewustwording · EVP · SOS
1952 · 1956 · 1959 · 1963 · 1967 · 1971 · 1972 · 1977 · 1981 · 1982 · 1986 · 1989 · 1994 · 1998